# گورنگا یوشانیتسا
گورنگا یوشانیتسا (به صربی: Gornja Jošanica) یک روستا در صربستان است که در بلاتسه واقع شده‌است. گورنگا یوشانیتسا ۳۲۹ نفر جمعیت دارد.